# Bad Influence (film, 1990)
Ne doit pas être confondu avec Mauvaise Influence ou Bad Influence (film, 2025).
Pour plus de détails, voir Fiche technique et Distribution.
Bad Influence ou Mortelle Influence au Québec est un film américain réalisé par Curtis Hanson et sorti en 1990.
Il est présenté au festival du cinéma américain de Deauville 1990.

## Synopsis
Michael Boll, est un brillant et jeune analyste en informatique mais il est timide, naïf et faible. Mais un jour il fait la connaissance du mystérieux Alex qui lui propose son aide. Très vite l'influence néfaste de celui-ci sur le caractère de Michael se manifeste.

## Fiche technique
- Titre original et français : Bad Influence
- Titre québécois : Mortelle Influence
- Réalisation : Curtis Hanson
- Scénario : David Koepp
- Musique : Trevor Jones
- Directeur de la photographie : Robert Elswit
- Décors : Ron Foreman
- Costumes : Malissa Daniel
- Production : Steve Tisch
- Sociétés de production : Epic Productions, Producers Representative Organization et Sarliu/Diamant
- Distribution : Triumph Releasing Corporation (États-Unis), Les Films Number One (France)
- Pays d'origine :  États-Unis
- Genre : thriller psychologique, néo-noir
- Durée : 95 minutes
- Dates de sortie[1] : 
  - États-Unis : 9 mars 1990
  - France : 19 septembre 1990
- Classification[2] :
  - États-Unis : R - Restricted
  - France : tous publics

## Distribution
Légende : Version Française = VF, Version Québécoise = VQ
- Rob Lowe (VF : Jean-Philippe Puymartin ; VQ : Gilbert Lachance) : Alex
- James Spader (VF : Denis Laustriat ; VQ : Alain Zouvi) : Michael Boll
- Lisa Zane (VF : Marie Vincent ; VQ : Marie-Andrée Corneille) : Claire
- Marcia Cross (VQ : Claudine Chatel) : Ruth Fielding
- Rosalyn Landor (en) : Britt
- Tony Maggio : Patterson
- Kathleen Wilhoite (VQ : Violette Chauveau) : Leslie
- Christian Clemenson (VF : Jean-François Vlérick ; VQ : Sébastien Dhavernas) : Pismo Boll
- John de Lancie (VQ : Vincent Davy) : Howard
- Joey Miyashima : l'homme au Tar Pit

## Production
Le projet débute par un Script spéculatif de David Koepp, écrit alors que le scénariste n'a même pas d'agent.
Matthew Broderick, Tom Cruise et Robert Downey Jr. ont refusé le rôle de Michael Boll, alors que Patricia Arquette a refusé celui de Claire. Nicolas Cage et Kevin Costner ont été envisagés pour incarner Alex.
Pour parfaire son rôle, Rob Lowe s'est inspiré de Ted Bundy et a regardé de nombreuses archives du tueur en série.
Le tournage a lieu de juin à août 1989. Il se déroule à Los Angeles (Wilshire Boulevard, Glen-Donald Building, Westwood Kelton Towers) et dans d'autres villes de Californie (Santa Monica, Hermosa Beach).

## Distinctions
Le film est présenté en compétition officielle au festival du cinéma américain de Deauville 1990. Au MystFest 1990, il remporte le prix du meilleur film.